# Veronica Franco

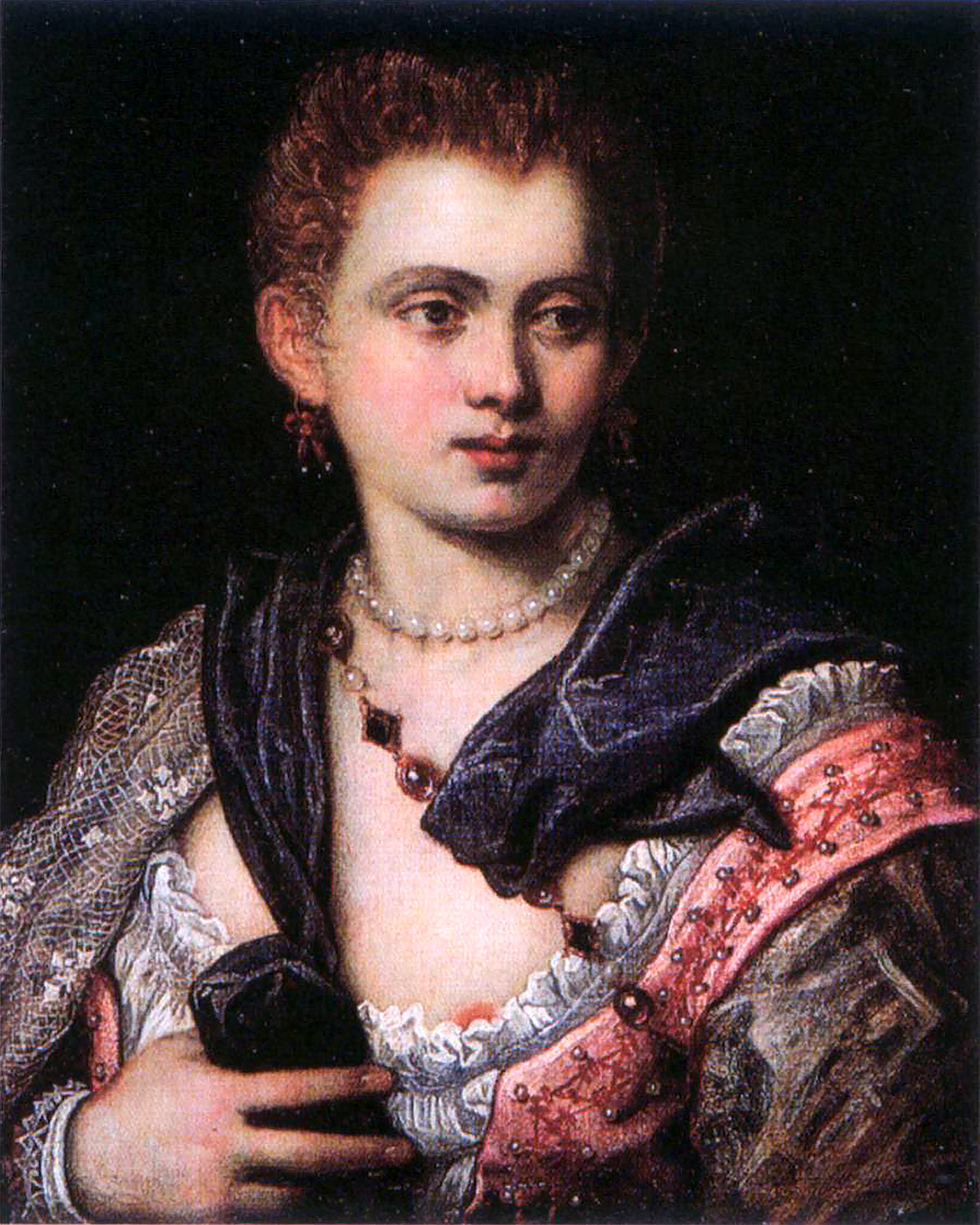
Portret Jacopo Tintoretto.

Veronica Franco (ur. w 1546, zm. w 1591) – poetka i kurtyzana z szesnastowiecznej Wenecji, sportretowana w książce Margaret Rosenthal pt. Uczciwa kurtyzana (The Honest Courtesan) oraz w nakręconym na jej podstawie filmie Dangerous Beauty. Jest autorką poematu Terze rime i licznych sonetów.